# Dobev
Dobev (deutsch Dobew) ist eine Gemeinde in Tschechien. Sie liegt acht Kilometer westlich von Písek und gehört zum Okres Písek.

## Geographie

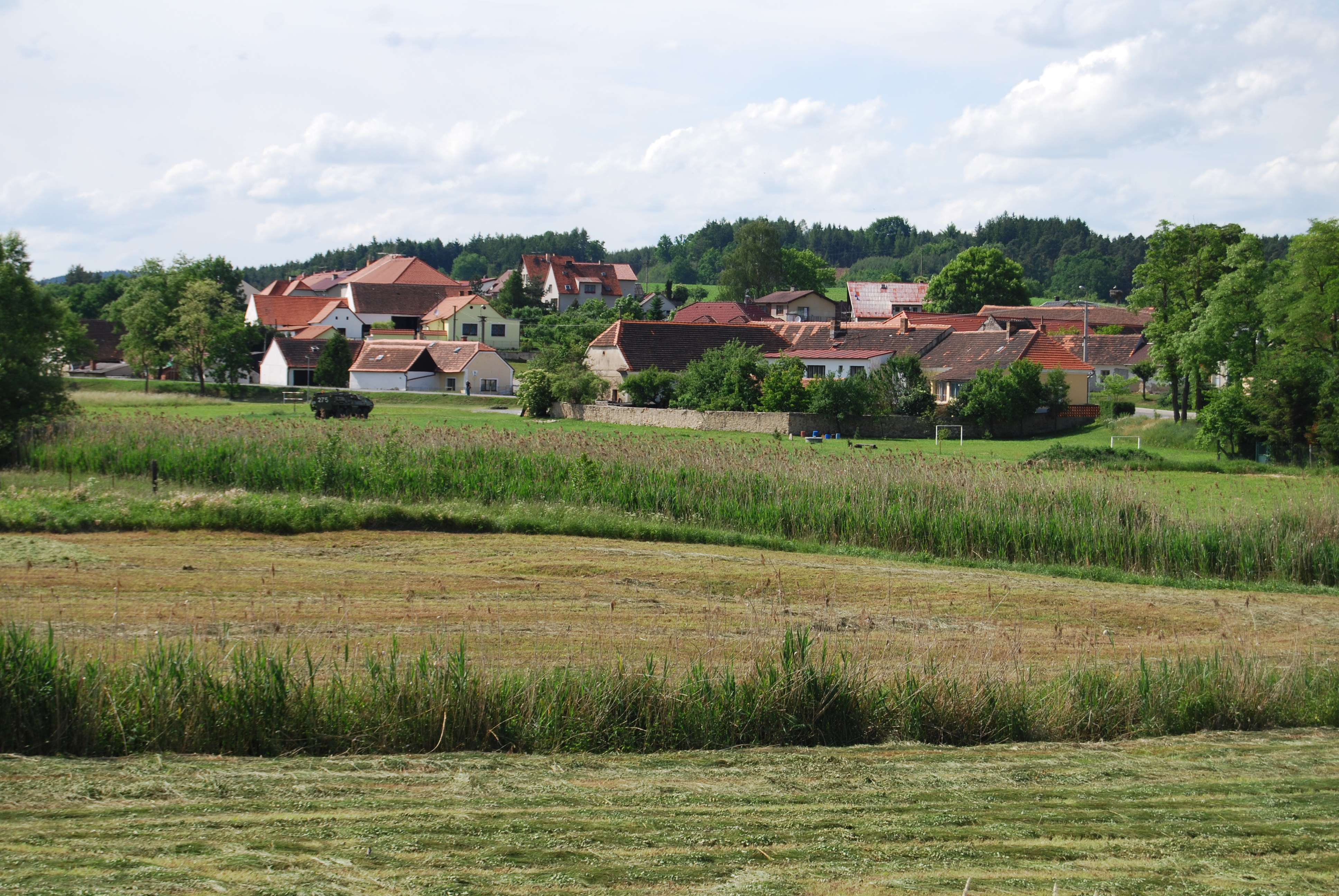
Blick auf Dobev

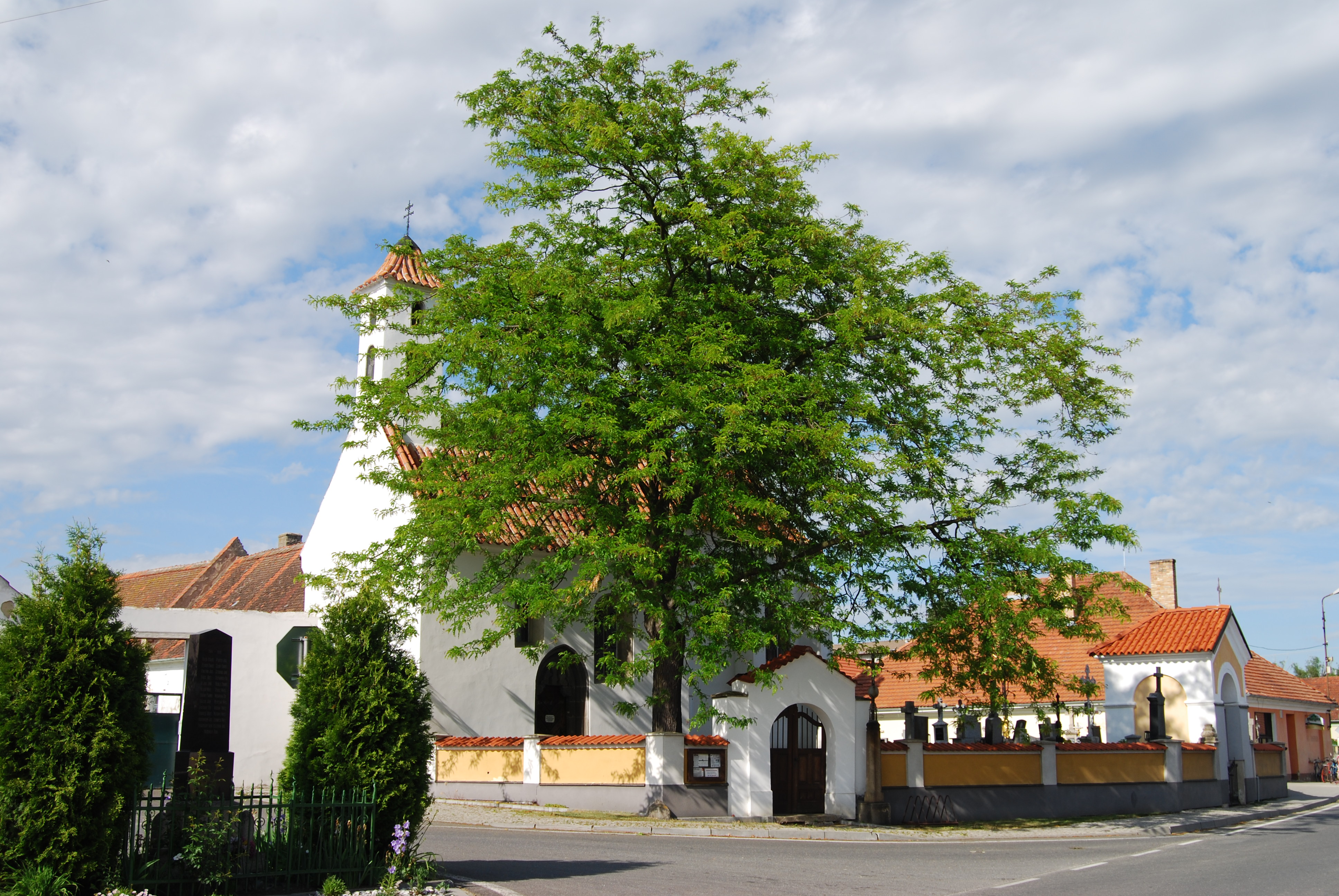
Kirche des hl. Brictius in Stará Dobev

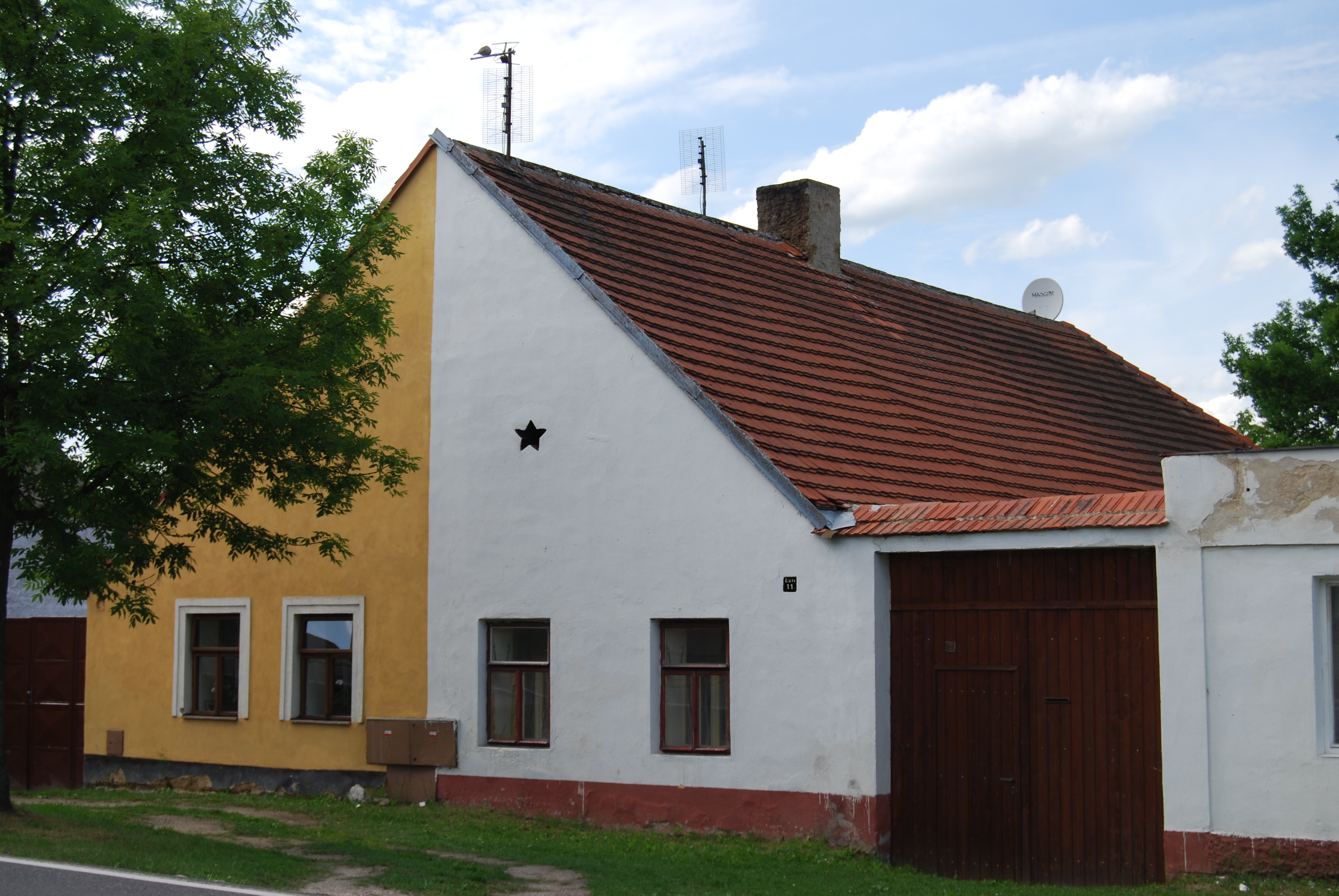
Eines der Doppelhäuser von Nová Dobev

Dobev befindet sich am Brložský potok (Brlocher Bach) in der Blatenská pahorkatina (Blatnaer Hügelland). Der Brložský potok und sein Zufluss Dobevský potok sind in einer Kaskade von Fischteichen aufgestaut. Durch die Gemeinde führt die Staatsstraße II/139 zwischen Kbelnice und Písek.
Angrenzende Gemeinden sind Drhovle und Čížová im Norden, Písek im Osten, Kestřany im Süden, Štěkeň im Südwesten sowie Přešťovice und Osek im Westen.

## Geschichte
Archäologische Funde belegen eine Besiedlung auf dem Gemeindegebiet seit der Bronzezeit. 
Die erste urkundliche Erwähnung von Dobev (Stará Dobev) erfolgte 1318 als Besitz des Albera de Dobeu. Heinrich von Schwamberg, der das Gut nach 1530 erwarb, schlug es seiner Herrschaft Kesterschan zu. Im Jahre 1700 veräußerte Adam Humprecht Fortunat Kotz von Dobrz diese Herrschaft an Ferdinand Fürst zu Schwarzenberg, der sie mit den Herrschaften Drahonitz und Skotschitz verband. Nachdem Adam Franz Karl zu Schwarzenberg 1711 die Herrschaft Protiwin aufgekauft hatte, schlug er diese mit Drahonitz zusammen und verlegte den Sitz der Verwaltung von Drahonitz nach Protiwin. Joseph II. zu Schwarzenberg ließ in den Jahren 1790 bis 1800 gegenüber von Dobev für seine Holzflößer das Dorf Nová Dobev anlegen. Das alte Dorf wurde danach zunehmend als Stará Dobev bezeichnet. Stará Dobev und Nová Dobev blieben bis zu Mitte des 19. Jahrhunderts der Herrschaft Protiwin untertänig. 
Nach der Aufhebung der Patrimonialherrschaften bildeten Stará Dobev und Nová Dobev ab 1850 die Gemeinde Dobev im Gerichtsbezirk Pisek. 1868 wurde die Gemeinde dem Bezirk Pisek zugeordnet. Im Jahre 1869 bestand die Gemeinde Dobev aus 70 Häusern und hatte 651 Einwohner. In den 1870er Jahren erfolgte eine Änderung des Gemeindenamens in Stará Dobev. Im Jahre 1900 hatte die Gemeinde 626 Einwohner, 1910 waren es 605. 
Nach dem Ersten Weltkrieg zerfiel der Vielvölkerstaat Österreich-Ungarn, die Gemeinde wurde 1918 Teil der neu gebildeten Tschechoslowakischen Republik. Beim Zensus von 1921 lebten in den 105 Häusern der Gemeinde Stará Dobev 569 Personen, davon 568 Tschechen. Zwischen 1939 und 1945 gehörten Stará Dobev und Nová Dobev zum Protektorat Böhmen und Mähren. Nach dem Ende des Zweiten Weltkrieges kam die Gemeinde zur wiedererrichteten Tschechoslowakei zurück. Im Jahre 1963 wurden Malé Nepodřice, Oldřichov und Velké Nepodřice eingemeindet; zugleich wurde der Gemeindename in Dobev abgeändert. 1991 lebten in den 249 Häusern der Gemeinde 663 Personen. Beim Zensus von 2011 hatte die Gemeinde Dobev 820 Einwohner und bestand aus 333 Wohnhäusern; davon lebten 282 in Stará Dobev (83 Häuser), 182 in Nová Dobev (80 Häuser), 124 in Velké Nepodřice (59 Häuser), 124 in Malé Nepodřice (53 Häuser) und 108 in Oldřichov (58 Häuser).

## Gemeindegliederung
Die Gemeinde Dobev besteht aus den Ortsteilen Malé Nepodřice (Klein Nepodritz), Nová Dobev (Neu Dobew), Oldřichov (Wondrichow), Stará Dobev (Alt Dobew) und Velké Nepodřice (Nepodritz) sowie der Einschicht Oberna.
Das Gemeindegebiet gliedert sich in die Katastralbezirke Nepodřice (1101 ha), Stará Dobev (741 ha) und Oldřichov u Písku (278 ha).

## Sehenswürdigkeiten
- Kirche des hl. Brictius in Stará Dobev
- Nischenkapelle des hl. Johannes von Nepomuk in der Friedhofsmauer von Stará Dobev
- Steinerne Brücke über den Brložský potok zwischen Stará Dobev und Nová Dobev
- Nischenkapelle der hl. Dreifaltigkeit an der Straße von Nová Dobev nach Kestřany
- Klassizistische Doppelhäuser in Nová Dobev
- Kapelle der Jungfrau Maria in Oldřichov
- Kapelle des hl. Wenzel in Malé Nepodřice
- Kapelle der Verkündigung in Velké Nepodřice
- Nischenkapelle des hl. Johannes von Nepomuk, an der Straße nach Velké Nepodřice
- Aussichtsturm auf dem Velký Kamýk bei Velké Nepodřice
- Baumgruppe von 15 Eichen auf dem Damm des Teiches Dobevský rybník